# Anna (kommunhuvudort)
Anna är en kommunhuvudort i Spanien.   Den ligger i provinsen Província de València och regionen Valencia, i den östra delen av landet, 300 km sydost om huvudstaden Madrid. Anna ligger 208 meter över havet och antalet invånare är 2 775.
Terrängen runt Anna är kuperad västerut, men österut är den platt. Runt Anna är det tätbefolkat, med 369 invånare per kvadratkilometer. Närmaste större samhälle är Canals, 8,3 km sydost om Anna. Trakten runt Anna består till största delen av jordbruksmark.